# Dolerosomus
Dolerosomus is een geslacht van kevers uit de familie  
kniptorren (Elateridae).
Het geslacht is voor het eerst wetenschappelijk beschreven in 1859 door Motschulsky.

## Soorten
Het geslacht omvat de volgende soorten:
- Dolerosomus blaisdelli (Van Dyke, 1932)
- Dolerosomus debilis (LeConte, 1859)
- Dolerosomus flavipennis Motschulsky, 1859
- Dolerosomus gracilis (Candèze, 1873)
- Dolerosomus sericarius Motschulsky, 1866
- Dolerosomus silaceus (Say, 1825)